# Торалба (Сардинија)
Торалба (итал. Torralba) је насеље у Италији у округу Сасари, региону Сардинија.
Према процени из 2011. у насељу је живело 965 становника. Насеље се налази на надморској висини од 427 м.

## Становништво
Према резултатима пописа становништва 2011. у општини је живело 998 становника.
| 1931. | 1936. | 1951. | 1961. | 1971. | 1981. | 1991. | 2001. | 2011. |
| ----- | ----- | ----- | ----- | ----- | ----- | ----- | ----- | ----- |
| 1.526 | 1.503 | 1.610 | 1.395 | 1.173 | 1.150 | 1.121 | 1.022 | 998   |